# Dömsöd

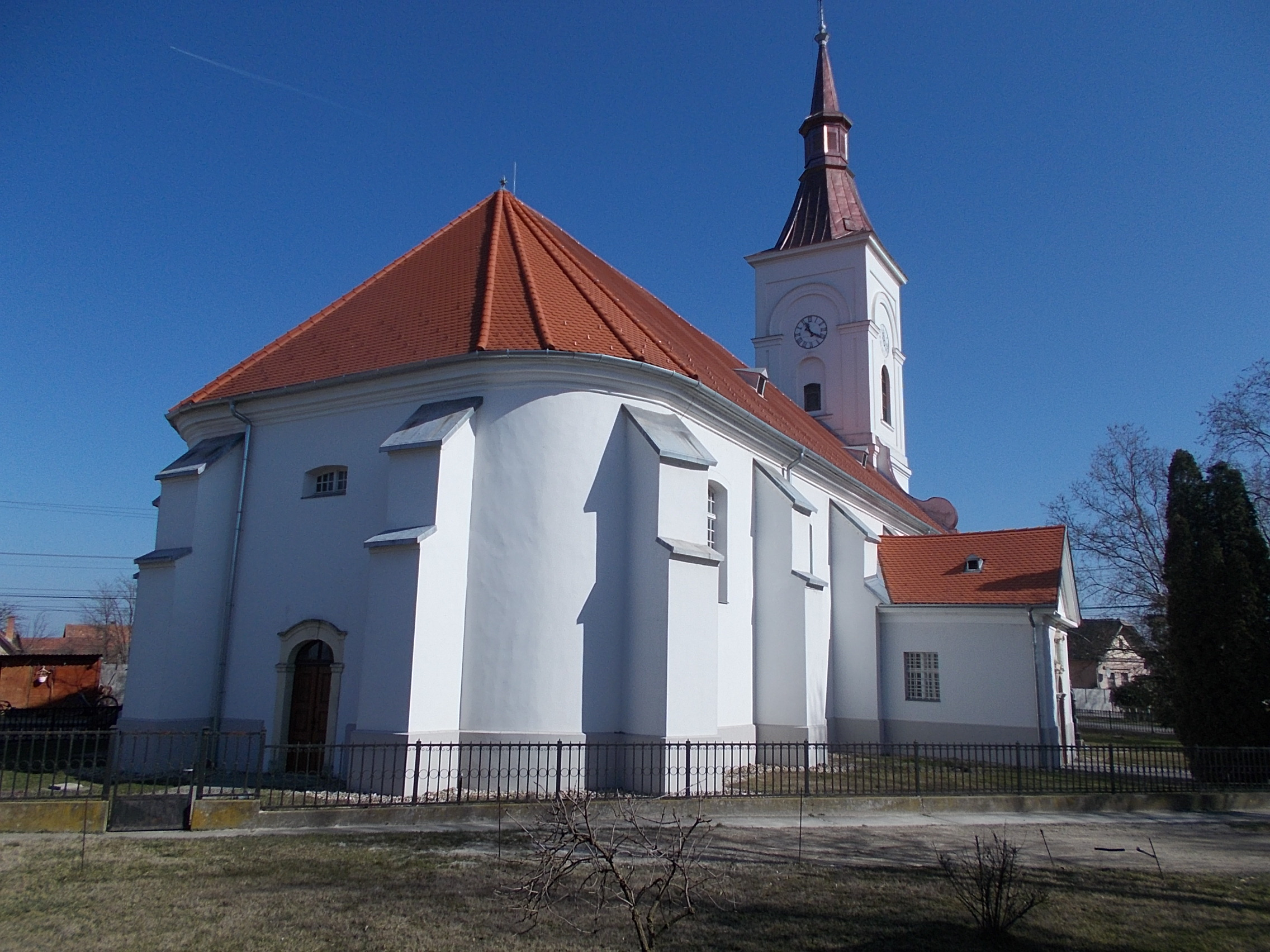
Reformierte Kirche

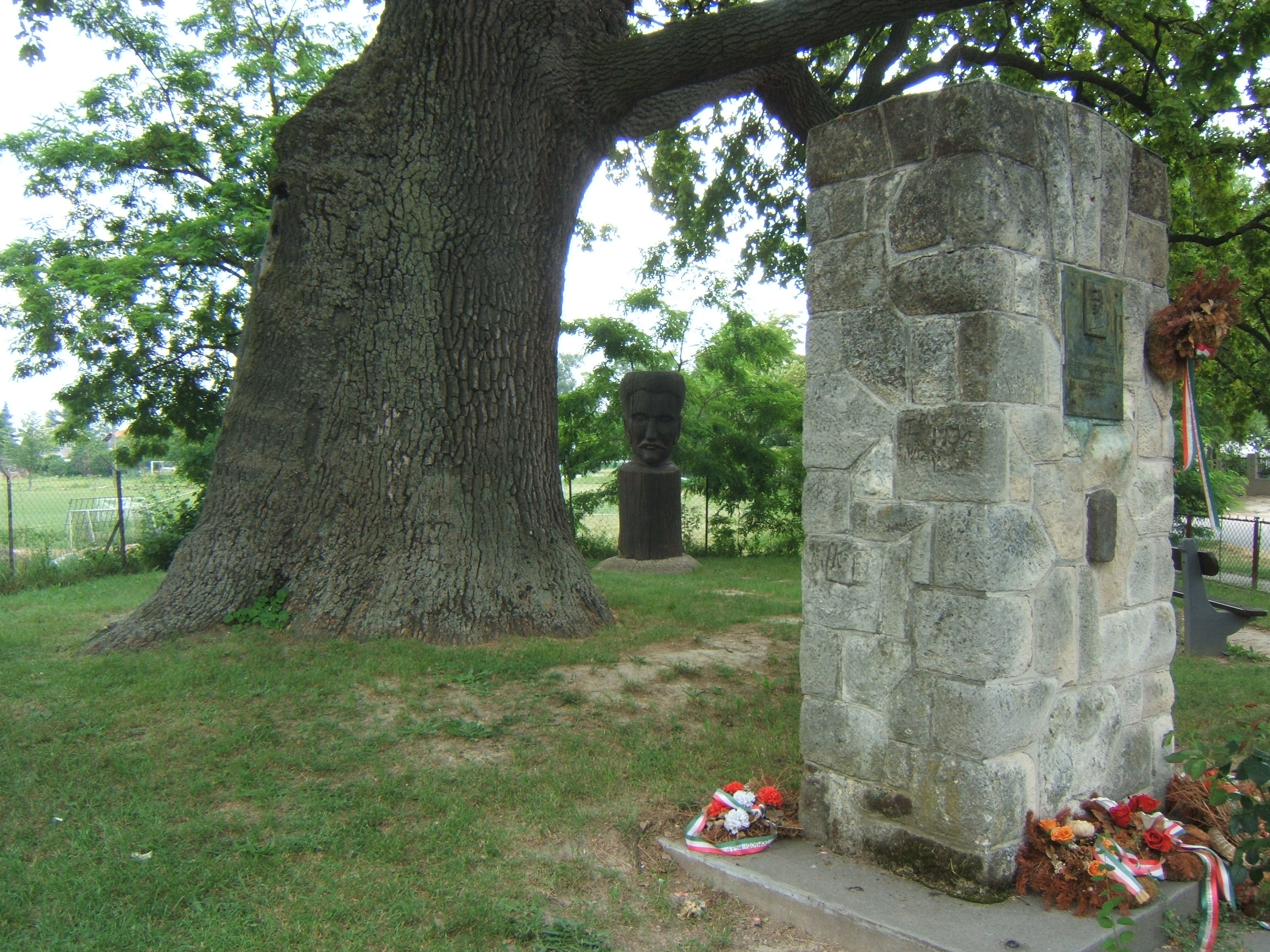
Petöfi-Baum

Dömsöd ist eine ungarische Großgemeinde im Kreis Ráckeve im Komitat Pest.

## Geografische Lage
Dömsöd liegt 45 Kilometer südlich des Zentrums der Hauptstadt Budapest, 8 Kilometer südöstlich der Kreisstadt Ráckeve, am linken Ufer eines Nebenarms der Donau. Nachbargemeinden sind Apaj, Tass, Makád und Szigetbecse. Der Nebenarm, an dem Dömsöd gelegen ist, wird auch die „kleine Donau“ genannt, die sich ab Szigetszentmárton auch zum Baden eignet. Die sogenannte Dömsöd-Insel (Dömösdi-sziget) wird vom toten Donauarm und der Ráckeve-Donau umschlossen.

## Geschichte
Die heutige Siedlung entstand 1938, als Dömsöd und Dab sich vereinigten. Der Name Dab findet sich das erste Mal in einer Urkunde von 1291 erwähnt. Nach der Zurückeroberung von Buda waren Ráday und Petrich die Gutsherren. 1785 ging das Land an die Familien Dab und Ráday, 1877 dann an die Familie Fáy über. Im 20. Jahrhundert besaß die Familie Hajós den größten Landsitz in Dab.
Von der großen Überschwemmung 1838 berichteten verschiedene deutschsprachige Zeitdokumente, so auch die Münchener Politische Zeitung:

„In Láczháza, Dömsöd, Dabb und Loß wurden Tag und Nacht die Sturmglocken geläutet. Wie es den Bewohnern dieser Ortschaften erging, weiß man noch nicht.“

## Liste der Bürgermeister
- 1990 bis 1994: László Sitnikiewicz (parteilos)[5]
- 1994 bis 1998: Zsigmondné Kudar (parteilos)[6]
- 1998 bis 2002: Zsigmondné Kudar (parteilos)[7]
- 2002 bis 2006: Zsigmondné Kudar (parteilos)[8]
- 2006 bis 2010: István Bencze (parteilos)[9]
- 2010 bis 2014: István Bencze (parteilos)[10]
- 2014 bis 2019: István Erik Bencze (parteilos)[11]
- 2019 bis 2024: István Bencze (parteilos)[12]
- ab 2024: Zsuzsa Tarr-Sipos (parteilos)[1]

## Gemeindepartnerschaften
Es bestehen folgende Gemeindepartnerschaften:
- Knüllwald, Deutschland
- Rúbaň, Slowakei

## Sehenswürdigkeiten
Ab 1846 lebten die Eltern des Dichters Sándor Petőfi für einige Jahre in Dömsöd. Heute ist ihr Wohnhaus ein Petőfi-Gedenkmuseum. Der Dichter selbst hat im Frühjahr 1846 seine Eltern besucht und während dieser Zeit einige Gedichte geschrieben. Daran erinnert auch der Petöfi-Baum, unter dem er das Gedicht Piroslik már a fákon a levél geschrieben haben soll.
Zu den Sehenswürdigkeiten zählt zudem die Krypta der Familie Hajós, die nach dem Entwurf von Miklós Ybl erbaut wurde.